# Pericoma restonicana
Pericoma restonicana és una espècie d'insecte dípter pertanyent a la família dels psicòdids que es troba a Europa: l'illa de Còrsega.